# Salies-de-Béarn
Pour les articles homonymes, voir Salies et Béarn (homonymie).
Salies-de-Béarn /sa.lis.də.be.aʁn/ est une commune française située dans le département des Pyrénées-Atlantiques, en région Nouvelle-Aquitaine.
Le gentilé est Salisiens.

## Géographie

### Localisation
La commune de Salies-de-Béarn se trouve dans le département des Pyrénées-Atlantiques, en région Nouvelle-Aquitaine.
Elle se situe à 66 km par la route de Pau, préfecture du département, à 45 km d'Oloron-Sainte-Marie, sous-préfecture, et à 18 km d'Orthez, bureau centralisateur du canton d'Orthez et Terres des Gaves et du Sel dont dépend la commune depuis 2015 pour les élections départementales.
La commune est par ailleurs ville-centre du bassin de vie de Salies-de-Béarn.
Les communes les plus proches sont : 
Bellocq (5,2 km), Carresse-Cassaber (5,6 km), Castagnède (5,8 km), Auterrive (5,9 km), Ramous (6,0 km), Oraàs (6,1 km), Puyoô (6,2 km), Escos (6,3 km).
Sur le plan historique et culturel, Salies-de-Béarn fait partie de la province du Béarn, qui fut également un État et qui présente une unité historique et culturelle à laquelle s’oppose une diversité frappante de paysages au relief tourmenté.

### Communes limitrophes
Les communes limitrophes sont Bellocq, Bérenx, Burgaronne, Carresse-Cassaber, Castagnède, L'Hôpital-d'Orion, Lahontan, Oraàs, Orion, Salles-Mongiscard et Sauveterre-de-Béarn.
| Lahontan, Carresse-Cassaber | Bellocq             | Bérenx                               |
| Castagnède                  | Salies-de-Béarn     | Salles-Mongiscard, L'Hôpital-d'Orion |
| Oraàs                       | Sauveterre-de-Béarn | Orion, Burgaronne                    |

### Hydrographie

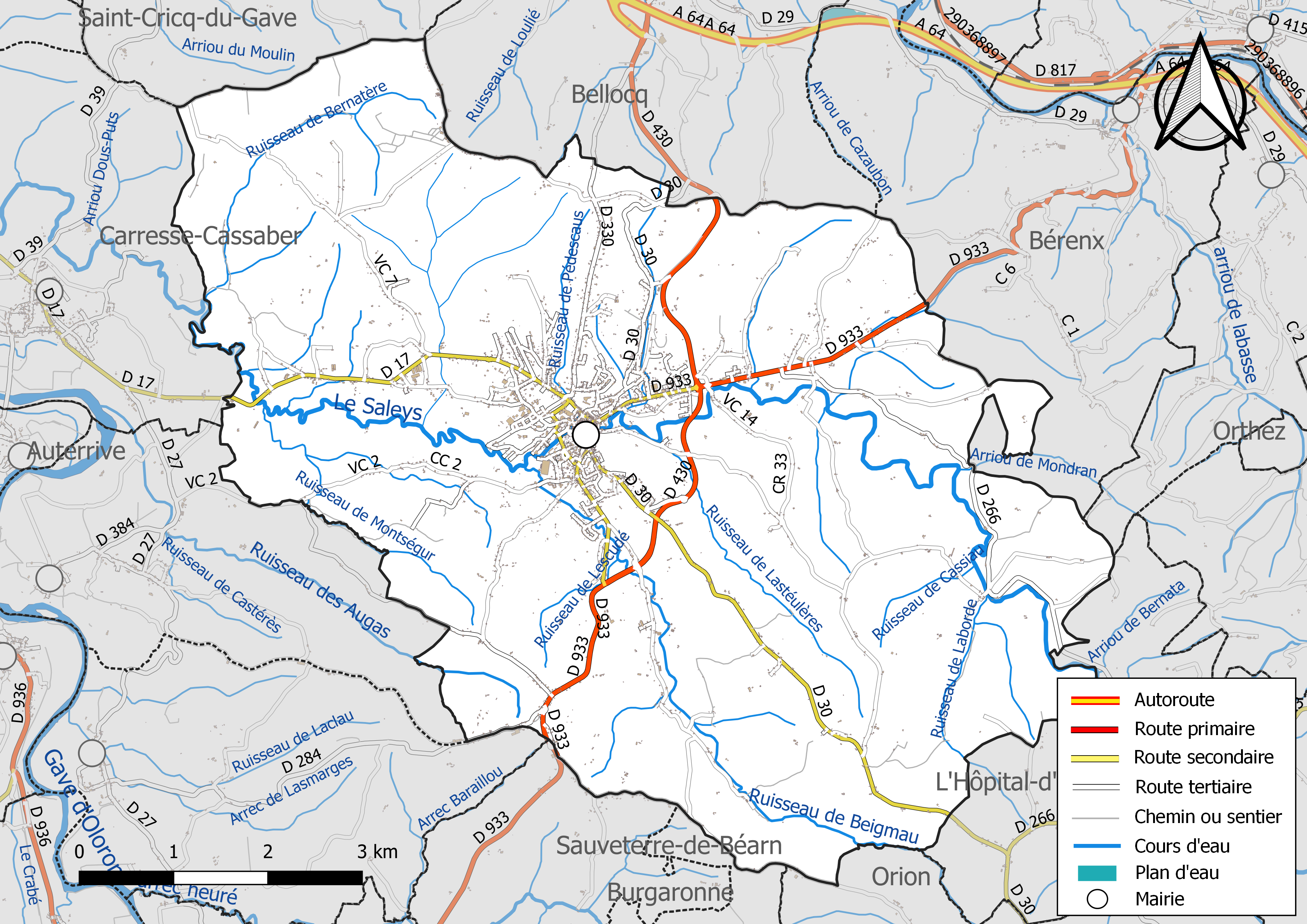
Réseaux hydrographique et routier de Salies-de-Béarn.

La commune est drainée par le Saleys, le ruisseau de Beigmau, le ruisseau des Augas, l’Arriou de Mondran, le ruisseau de Bernatère, le ruisseau de Cassiau, le ruisseau de Laborde, le ruisseau de Lastéulères, le ruisseau de Lescudé, le ruisseau de l'Espérance, le ruisseau de Montségur, le ruisseau de Pédescaus, et par divers petits cours d'eau, constituant un réseau hydrographique de 67 km de longueur totale,.
Le Saleys, d'une longueur totale de 48,7 km, prend sa source dans la commune d'Ogenne-Camptort et s'écoule du sud-est vers le nord-ouest. Il traverse la commune et se jette dans le gave d'Oloron à Carresse-Cassaber, après avoir traversé 13 communes.

### Climat
Pour des articles plus généraux, voir Climat de la Nouvelle-Aquitaine et Climat des Pyrénées-Atlantiques.
Historiquement, la commune est exposée à un micro climat océanique basque.
En 2020, Météo-France publie une typologie des climats de la France métropolitaine dans laquelle la commune est exposée à un climat de montagne et est dans la région climatique Pyrénées atlantiques, caractérisée par une pluviométrie élevée (>1 200 mm/an) en toutes saisons, des hivers très doux (7,5 °C en plaine) et des vents faibles.
Pour la période 1971-2000, la température annuelle moyenne est de 13,8 °C, avec une amplitude thermique annuelle de 14 °C. Le cumul annuel moyen de précipitations est de 1 273 mm, avec 12,5 jours de précipitations en janvier et 8 jours en juillet. Pour la période 1991-2020, la température moyenne annuelle observée sur la station météorologique la plus proche, située sur la commune de Saint-Gladie-Arrive-Munein à 10 km à vol d'oiseau, est de 14,3 °C et le cumul annuel moyen de précipitations est de 1 323,1 mm,. Pour l'avenir, les paramètres climatiques de la commune estimés pour 2050 selon différents scénarios d’émission de gaz à effet de serre sont consultables sur un site dédié publié par Météo-France en novembre 2022.

### Milieux naturels et biodiversité

#### Réseau Natura 2000
Le réseau Natura 2000 est un réseau écologique européen de sites naturels d'intérêt écologique élaboré à partir des Directives « Habitats » et « Oiseaux », constitué de zones spéciales de conservation (ZSC) et de zones de protection spéciale (ZPS).
Deux sites Natura 2000 ont été définis sur la commune au titre de la « directive Habitats », : 
- le « château d'Orthez et bords du gave », d'une superficie de 4 300 ha, un agrosystème favorable à la présence de Chiroptères[20] ;
- « le gave d'Oloron (cours d'eau) et marais de Labastide-Villefranche », d'une superficie de 2 547 ha, une rivière à saumon et écrevisse à pattes blanches[21] ;

#### Zones naturelles d'intérêt écologique, faunistique et floristique
L’inventaire des zones naturelles d'intérêt écologique, faunistique et floristique (ZNIEFF) a pour objectif de réaliser une couverture des zones les plus intéressantes sur le plan écologique, essentiellement dans la perspective d’améliorer la connaissance du patrimoine naturel national et de fournir aux différents décideurs un outil d’aide à la prise en compte de l’environnement dans l’aménagement du territoire.
Une ZNIEFF de type 1 est recensée sur la commune, : 
le « vallon du Bernatère et arriou de Poursuibes » (17,5 ha), couvrant 2 communes du département et une ZNIEFF de type 2,, : 
le « bois de Baillenx et de Coulomme » (157,08 ha).

## Urbanisme

### Typologie
Au 1er janvier 2024, Salies-de-Béarn est catégorisée bourg rural, selon la nouvelle grille communale de densité à sept niveaux définie par l'Insee en 2022.
Elle appartient à l'unité urbaine de Salies-de-Béarn, une unité urbaine monocommunale constituant une ville isolée,. Par ailleurs la commune fait partie de l'aire d'attraction de Salies-de-Béarn, dont elle est la commune-centre,. Cette aire, qui regroupe 6 communes, est catégorisée dans les aires de moins de 50 000 habitants,.

### Occupation des sols

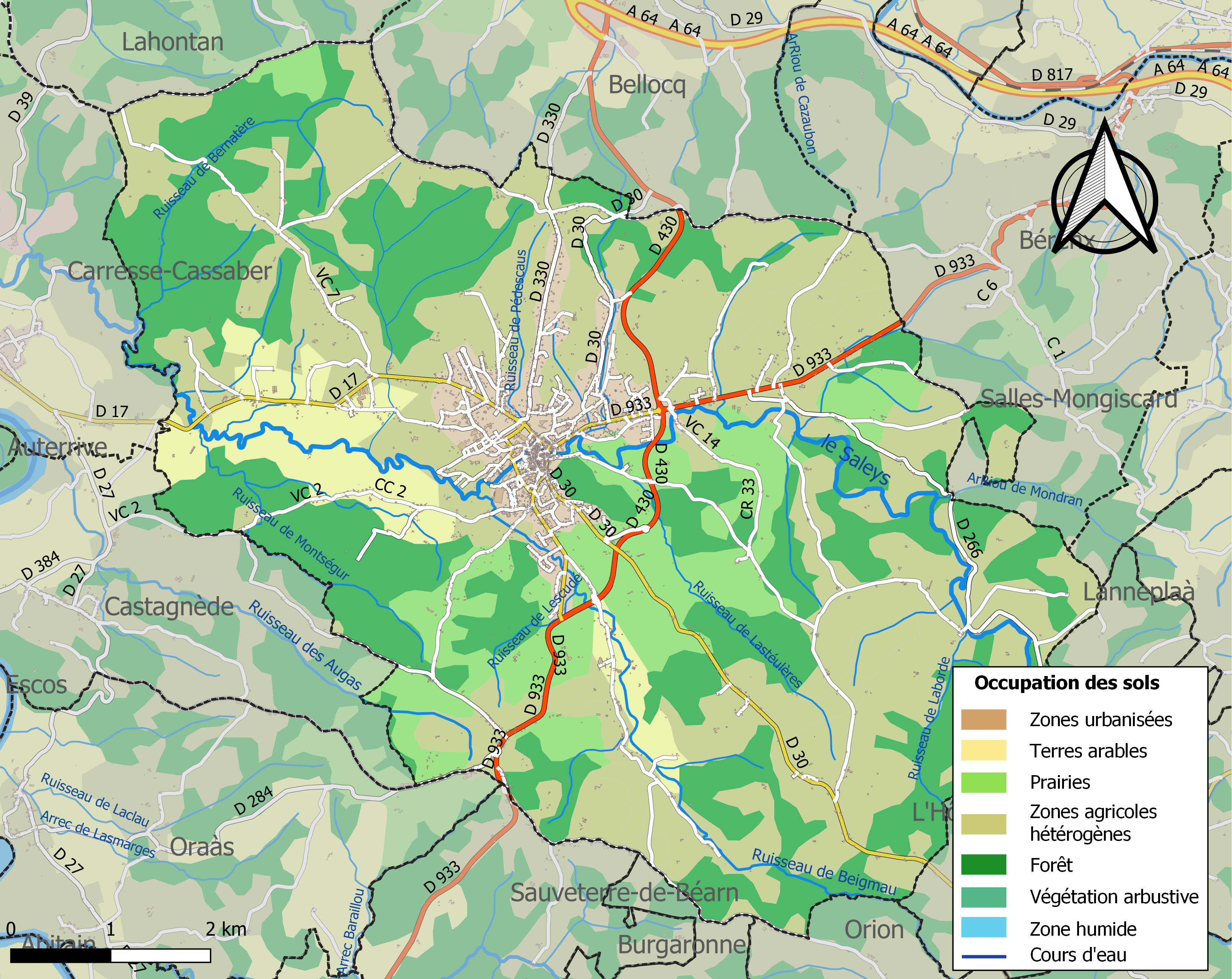
Carte des infrastructures et de l'occupation des sols de la commune en 2018 (CLC).

L'occupation des sols de la commune, telle qu'elle ressort de la base de données européenne d’occupation biophysique des sols Corine Land Cover (CLC), est marquée par l'importance des territoires agricoles (60,8 % en 2018), en diminution par rapport à 1990 (62,2 %). La répartition détaillée en 2018 est la suivante : 
zones agricoles hétérogènes (42,7 %), forêts (33,3 %), prairies (11,9 %), terres arables (6,2 %), zones urbanisées (5,9 %). L'évolution de l’occupation des sols de la commune et de ses infrastructures peut être observée sur les différentes représentations cartographiques du territoire : la carte de Cassini (XVIIIe siècle), la carte d'état-major (1820-1866) et les cartes ou photos aériennes de l'IGN pour la période actuelle (1950 à aujourd'hui).

### Lieux-dits et hameaux
- Antys ;
- Arribourdes ;
- Beigmau ;
- Bellecave ;
- Bitaine ;
- Bois ;
- Caumia ;
- Cazenave ;
- Coulomme ;
- Esperbasque ;
- Lasbordes ;
- Lescudé ;
- Mondran ;
- Padu ;
- Peyrelade ;
- Saint-Martin du Cout ;
- la Ville.

### Voies de communication et transports
La commune est desservie par les routes départementales D 17, D 30, D 330, D 430 et D 933.
Salies-de-Béarn est également desservie par le réseau d'autocars interurbains des Pyrénées-Atlantiques :
- Orthez — Gare SNCF ⥋ Saint-Palais — Église

### Risques majeurs
Le territoire de la commune de Salies-de-Béarn est vulnérable à différents aléas naturels : météorologiques (tempête, orage, neige, grand froid, canicule ou sécheresse), inondations, mouvements de terrains et séisme (sismicité modérée). Il est également exposé à un risque technologique, le transport de matières dangereuses, et à un risque particulier : le risque de radon. Un site publié par le BRGM permet d'évaluer simplement et rapidement les risques d'un bien localisé soit par son adresse soit par le numéro de sa parcelle.

#### Risques naturels
Certaines parties du territoire communal sont susceptibles d’être affectées par le risque d’inondation par une crue torrentielle ou à montée rapide de cours d'eau, notamment le Saleys. La commune a été reconnue en état de catastrophe naturelle au titre des dommages causés par les inondations et coulées de boue survenues en 1982, 1983, 1988, 1992, 1998, 2009, 2013 et 2018,.
Les mouvements de terrains susceptibles de se produire sur la commune sont des mouvements de sols liés à la présence d'argile et des affaissements et effondrements liés aux cavités souterraines (hors mines). Afin de mieux appréhender le risque d’affaissement de terrain, un inventaire national permet de localiser les éventuelles cavités souterraines sur la commune.

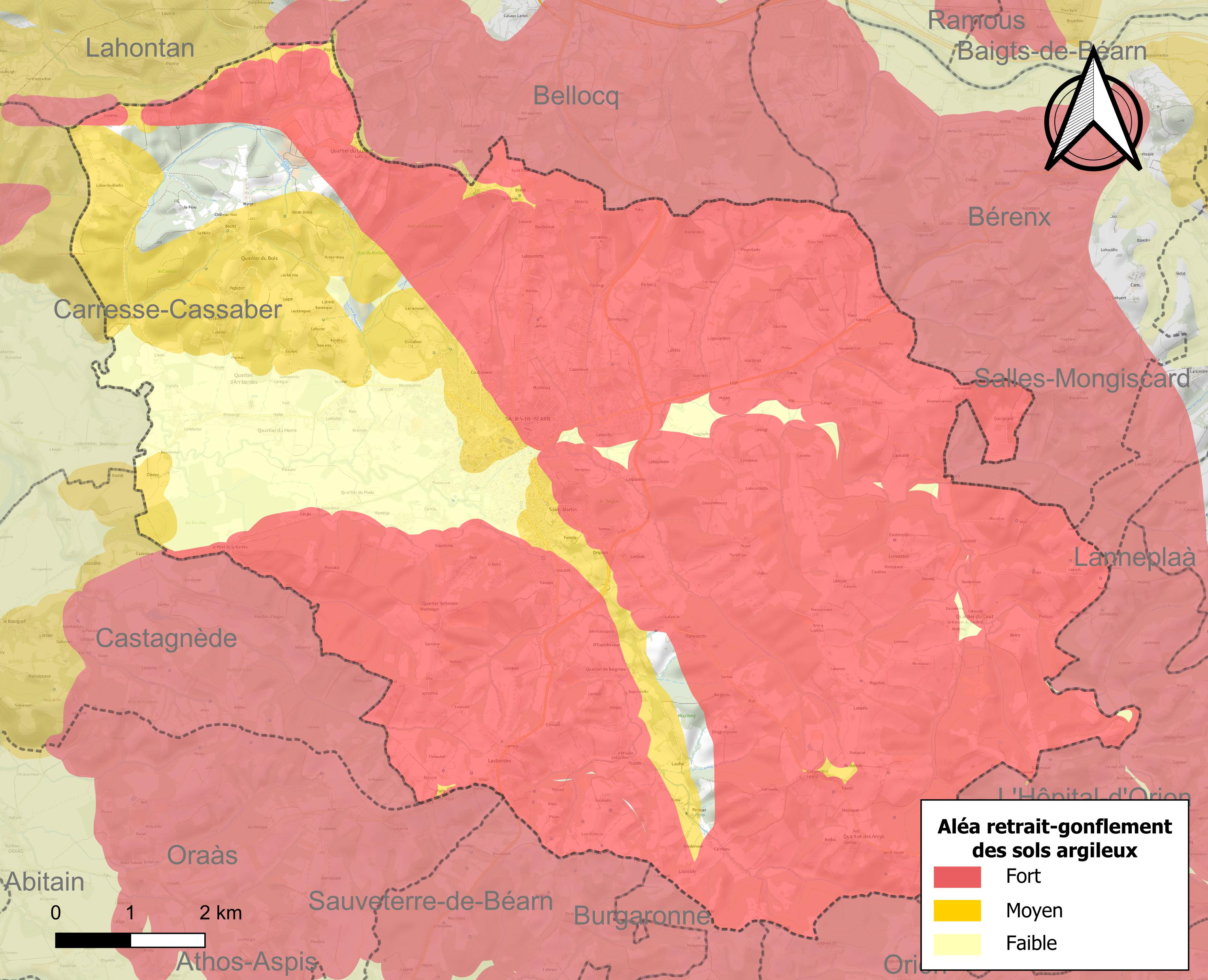
Carte des zones d'aléa retrait-gonflement des sols argileux de Salies-de-Béarn.

Le retrait-gonflement des sols argileux est susceptible d'engendrer des dommages importants aux bâtiments en cas d’alternance de périodes de sécheresse et de pluie. 85,8 % de la superficie communale est en aléa moyen ou fort (59 % au niveau départemental et 48,5 % au niveau national). Depuis le 1er octobre 2020, en application de la loi ELAN, différentes contraintes s'imposent aux vendeurs, maîtres d'ouvrages ou constructeurs de biens situés dans une zone classée en aléa moyen ou fort,.
Concernant les mouvements de terrains, la commune a été reconnue en état de catastrophe naturelle au titre des dommages causés par la sécheresse en 1989, 1990, 2002 et 2011 et par des mouvements de terrain en 2013, 2014 et 2019.

#### Risque particulier
Dans plusieurs parties du territoire national, le radon, accumulé dans certains logements ou autres locaux, peut constituer une source significative d’exposition de la population aux rayonnements ionisants. Selon la classification de 2018, la commune de Salies-de-Béarn est classée en zone 2, à savoir zone à potentiel radon faible mais sur lesquelles des facteurs géologiques particuliers peuvent faciliter le transfert du radon vers les bâtiments.

## Toponymie

### Attestations anciennes
Le toponyme Salies apparaît sous les formes Salinœ (Xe siècle, cartulaire de Bigorre), Vicaria de Salies (XIe siècle, cartulaire de Lescar), Terra de Salinis (1120, collection Duchesne volume CXIV), Villa quœ dicitur Salies (1127, titres de Sauvelade) et Villa quœ dicitur Saline in Aquensi pago (1235, réformation de Béarn). Des déclarations de mouvements de terrain ont été déposées au cours de l'année 2014.

### Autres toponymes
Antin, hameau de Salies, est attesté sous les formes Los Antiis (1428, contrats de Carresse), Los Anthiis (1535, réformation de Béarn), Danty (1770, titres de Salies) et Les Antins (fin XVIIIe siècle, carte de Cassini).
Le toponyme Coulomme apparaît sous les formes 
la maison noble de Colomme (1673, réformation de Béarn) et Coullomme (1773, dénombrement de Salies).
Le toponyme Esperbasque apparaît sous les formes l'ostau d'Esperbasco (1385, censier de Béarn) et 
Esperabasco (1546, réformation de Béarn).
Saint-Martin, village de Salies, apparaît sous les formes l'ostau de Sent-Marthii (1385, censier de Béarn) et Sent-Marthii de Salies (1440, notaires de Labastide-Villefranche).

### Graphie béarnaise
Son nom béarnais est Salias ou Salîes.

## Histoire

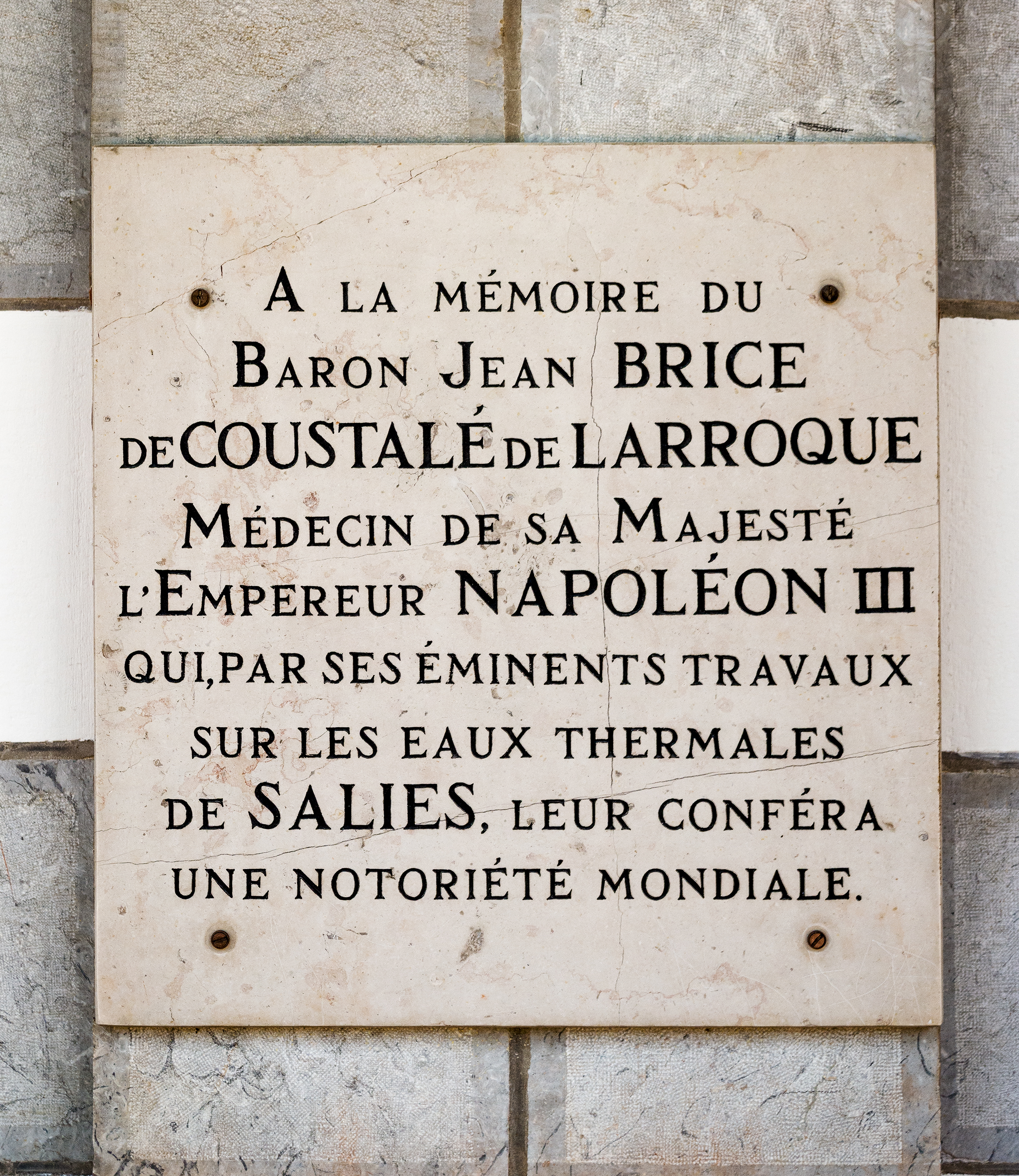

### Antiquité
Les origines de Salies-de-Béarn remonteraient en réalité à l’Age du Bronze, soit environ 1500 ans avant J.-C.. À cette époque, le Sel de Salies-de-Béarn était déjà extrait par évaporation de l’eau salée dans des pots en céramique découverts lors de fouilles archéologiques. L'habitat est alors centré autour de la Houn Salade, soit la Fontaine Salée d’où de l'eau salée jaillit naturellement.
Le Sel de Salies-de-Béarn était sans doute acheminé le long du piémont pyrénéen par le Cami Salié, l'antique Chemin du Sel reliant Salies-de-Béarn à Toulouse et la Méditerranée.
L'histoire de Salies-de-Béarn est "Une histoire qui ne manque pas de sel".

### Moyen Âge
Paul Raymond note qu'en 1385, Salies comptait deux-cent-quarante-sept feux et constituait un bailliage et une notairie limités à la commune.
Esperbasque était un fief vassal de la vicomté de Béarn, dépendant du bailliage de Salies, et la seigneurie de Saint-Martin appartenait au marquisat de Gassion.
En 1790, le canton de Salies était constitué des communes d'Auterrive, Bellocq, Bérenx, Carresse-Cassaber, Castagnède, Labastide-Villefranche, Lahontan, Léren, L'Hôpital-d'Orion, Oraàs, Orion, Saint-Dos, Saint-Pé-de-Léren, Salies-de-Béarn et Salles-Mongiscard.
Selon la légende, un sanglier serait à l'origine de la ville au XVIIe siècle : blessé par des chasseurs, il serait allé mourir dans les marais au milieu des forêts qui recouvraient la région. Les chasseurs l'ayant retrouvé plusieurs jours après dans un bon état de conservation découvrirent à cette occasion que le marais contenait du sel. Le sel était alors fort prisé à l'époque et une bourgade se forma autour de cette découverte exceptionnelle. Depuis lors, l'emblème de la ville est un sanglier.
En réalité, le lieu est nommé Salinae dès le Xe siècle au cartulaire de Bigorre.
En fait, de l'eau dix fois plus salée que celle de l'océan est exploitée depuis plus de 3 500 ans. On en trouve de nombreux témoignages au musée du sel de Salies-de-Béarn.
Depuis 1587, ce sont les « voisins de la fontaine salée » qui sont les propriétaires "Part-prenants" de génération en génération de l'eau salée et de différents bâtiments. L'exploitation familiale et artisanale a laissé place à une production semi artisanale de sel alimentaire et de bains au sein des salines, aujourd'hui gérées par la compagnie Fermière.
Sous l'occupation, pendant la Seconde Guerre mondiale, la ligne de démarcation passait sur le territoire de la commune de Salies-de-Béarn, en particulier par le quartier des Antys (direction Orion)
Salies-de-Béarn connut son apogée au XIXe siècle et pendant la première moitié du XXe siècle ; les thermes étaient réputés et de grands hôtels de luxe accueillaient une clientèle européenne (hôtel du Parc, hôtel de France et d'Angleterre).
Le docteur Brice de Coustalé de Larroque (1812-1882), originaire de Salies-de-Béarn, médecin par quartier de l'empereur Napoléon III et de la famille impériale, attira une riche clientèle contribuant ainsi à la notoriété de la station thermale dont il vanta les vertus thérapeutiques.
Depuis la fin du XXe siècle, la fréquentation thermale et touristique semble repartir à la hausse grâce à l'espace de balnéothérapie, au golf et au développement des hôtels, gîtes et chambres d'hôtes.

## Héraldique
| Blason | Blasonnement : écartelé, au premier de gueules à un sameau d'argent pendant à un bâton d'or, au chef cousu d'azur chargé de trois étoiles d'or, au second d'azur à un annelet d'argent, au troisième d'argent à trois fleurs de lys de sable rangées en fasce, au quatrième d'or à deux vaches de gueules accornées, onglées, colletées et clarinées d'azur passant l'une sur l'autre. |

## Politique et administration

### Situation administrative
Salies-de-Béarn a fait partie de l'arrondissement de Pau jusqu'au 30 décembre 2016. À cette date, elle appartient désormais à celui d'Oloron-Sainte-Marie.

### Liste des maires
| Période                                  | Période      | Identité                                    | Étiquette          | Qualité                                                                                        |
| ---------------------------------------- | ------------ | ------------------------------------------- | ------------------ | ---------------------------------------------------------------------------------------------- |
| 1939                                     | 1967 (décès) | Alex de Coulomme-Labarthe [réf. nécessaire] | DVG puis Centriste | Conseiller général du canton de Salies-de-Béarn (1951 → 1967)                                  |
| 1967                                     | mars 1989    | Jean Lacarrère                              |                    |                                                                                                |
| mars 1989                                | mars 2008    | Lucien Basse-Cathalinat                     | RPR puis UMP       | Pharmacien Conseiller général du canton de Salies-de-Béarn (1988 → 2008)                       |
| mars 2008                                | 2020         | Claude Serres-Cousiné                       | PS                 | Retraité de la fonction publique Conseiller général du canton de Salies-de-Béarn (2008 → 2015) |
| 2020                                     | En cours     | Thierry Cabanne                             | SE                 |                                                                                                |
| Les données manquantes sont à compléter. |              |                                             |                    |                                                                                                |

### Intercommunalité
Salies-de-Béarn fait partie de cinq structures intercommunales :
- la communauté de communes du Béarn des Gaves ;
- le SIGOM ;
- le syndicat d’énergie des Pyrénées-Atlantiques ;
- le syndicat intercommunal d’alimentation en eau potable du Saleys et des gaves ;
- le syndicat intercommunal des gaves et du Saleys.

La commune accueille le siège de la communauté de communes de Salies-de-Béarn ainsi que celui du syndicat intercommunal d’alimentation en eau potable du Saleys et des gaves.

### Jumelages
Salies-de-Béarn est jumelé avec les villes suivantes :
- Sabou (Burkina Faso)
- Batz-sur-Mer (France)

## Population et société

### Démographie

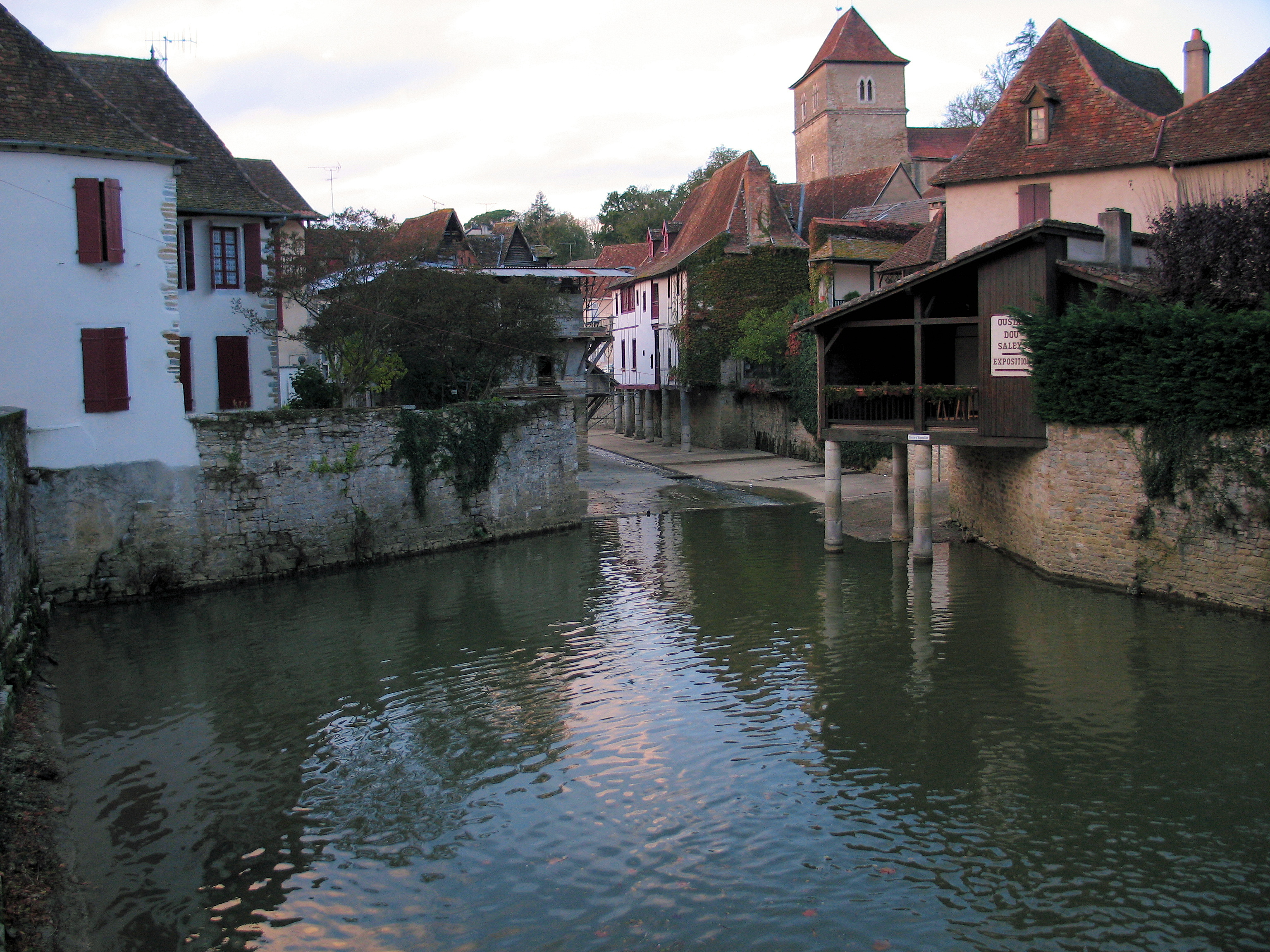
Vue du centre-ville.

L'évolution du nombre d'habitants est connue à travers les recensements de la population effectués dans la commune depuis 1793. Pour les communes de moins de 10 000 habitants, une enquête de recensement portant sur toute la population est réalisée tous les cinq ans, les populations de référence des années intermédiaires étant quant à elles estimées par interpolation ou extrapolation. Pour la commune, le premier recensement exhaustif entrant dans le cadre du nouveau dispositif a été réalisé en 2008.

En 2022, la commune comptait 4 642 habitants, en évolution de −0,98 % par rapport à 2016 (Pyrénées-Atlantiques : +3,78 %, France hors Mayotte : +2,11 %).
| 1793  | 1800  | 1806  | 1821  | 1831  | 1836  | 1841  | 1846  | 1851  |
| ----- | ----- | ----- | ----- | ----- | ----- | ----- | ----- | ----- |
| 5 515 | 6 205 | 8 577 | 7 208 | 8 420 | 8 634 | 7 852 | 7 310 | 6 714 |

| 1856  | 1861  | 1866  | 1872  | 1876  | 1881  | 1886  | 1891  | 1896  |
| ----- | ----- | ----- | ----- | ----- | ----- | ----- | ----- | ----- |
| 5 503 | 5 298 | 5 328 | 5 120 | 5 140 | 5 296 | 6 147 | 6 243 | 6 137 |

| 1901  | 1906  | 1911  | 1921  | 1926  | 1931  | 1936  | 1946  | 1954  |
| ----- | ----- | ----- | ----- | ----- | ----- | ----- | ----- | ----- |
| 5 994 | 5 884 | 5 857 | 5 071 | 5 193 | 5 096 | 5 362 | 5 388 | 4 979 |

| 1962  | 1968  | 1975  | 1982  | 1990  | 1999  | 2006  | 2008  | 2013  |
| ----- | ----- | ----- | ----- | ----- | ----- | ----- | ----- | ----- |
| 5 535 | 5 582 | 5 355 | 4 957 | 4 974 | 4 759 | 4 793 | 4 812 | 4 768 |

| 2018  | 2022  | - | - | - | - | - | - | - |
| ----- | ----- | - | - | - | - | - | - | - |
| 4 589 | 4 642 | - | - | - | - | - | - | - |

## Économie
Depuis l’Antiquité, Salies-de-Béarn, la cité du Sel, doit sa renommée à cette source d’eau salée unique née d’une curiosité géologique formée il y a 200 millions d’années. L'économie de la ville repose sur le thermalisme et sur la production du sel de Salies-de-Béarn. Présent naturellement sous les Pyrénées depuis des millions d'années, le Sel de Salies-de-Béarn est protégé en profondeur dans des eaux dix fois plus salées que l'eau de mer. Il est préconisé dans le cadre de l’IGP Jambon de Bayonne. Les Thermes de Salies-de-Béarn disposent d'un savoir-faire unique depuis plus de 150 ans.
La commune fait partie de la zone d'appellation d'origine contrôlée (AOC) du Béarn. Depuis 1991, l'AOC béarn-bellocq est attribuée aux vins récoltés sur les communes de Bellocq, Lahontan, Orthez (trois fleurs) et Salies-de-Béarn. Elle fait également partie de la zone d'appellation de l'ossau-iraty.
L'indication géographique protégée (IGP) Sel de Salies-de-Béarn a également été approuvée par la Commission européenne le 14 juin 2016.

## Culture locale et patrimoine

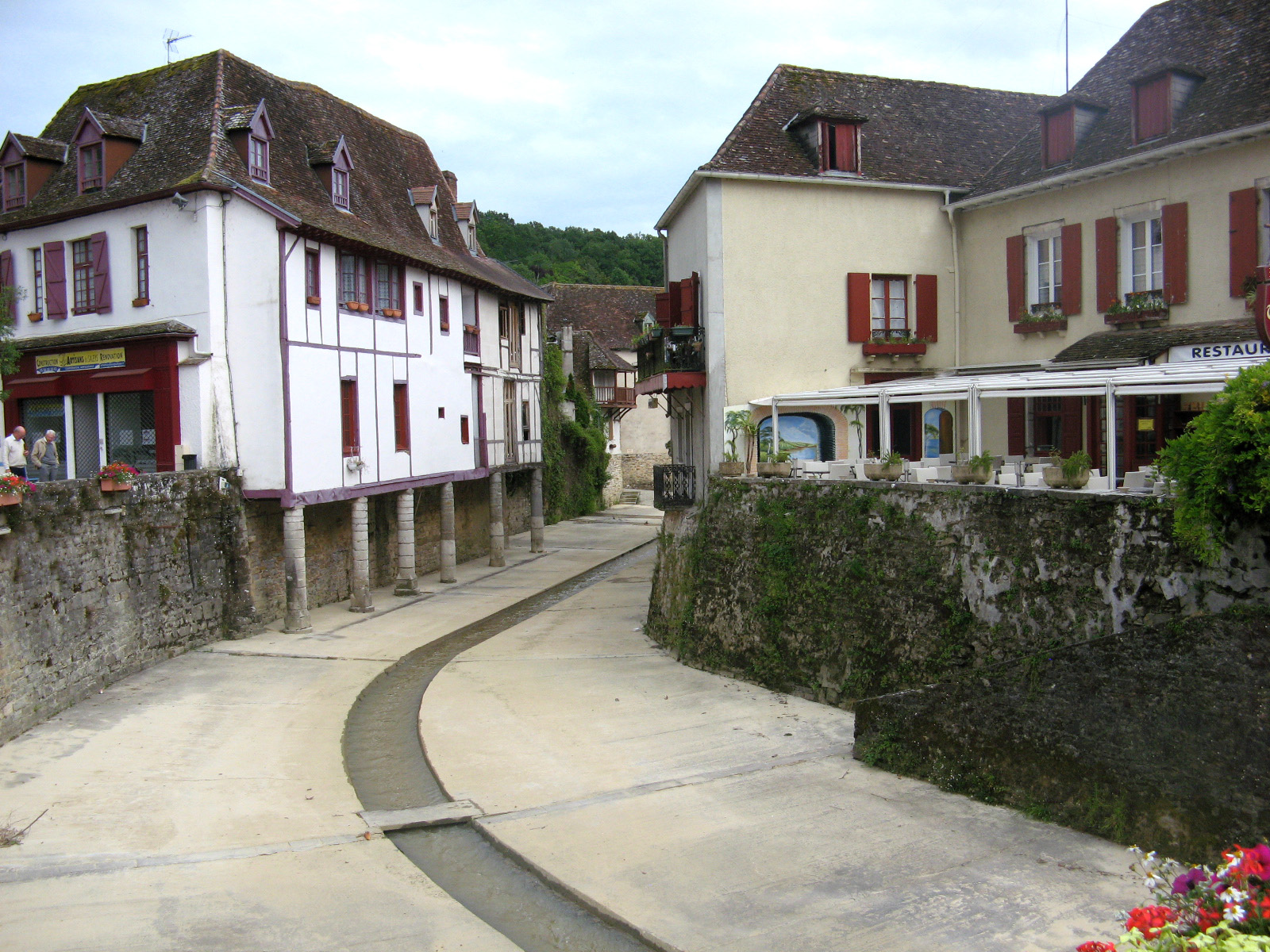
Le bourg.
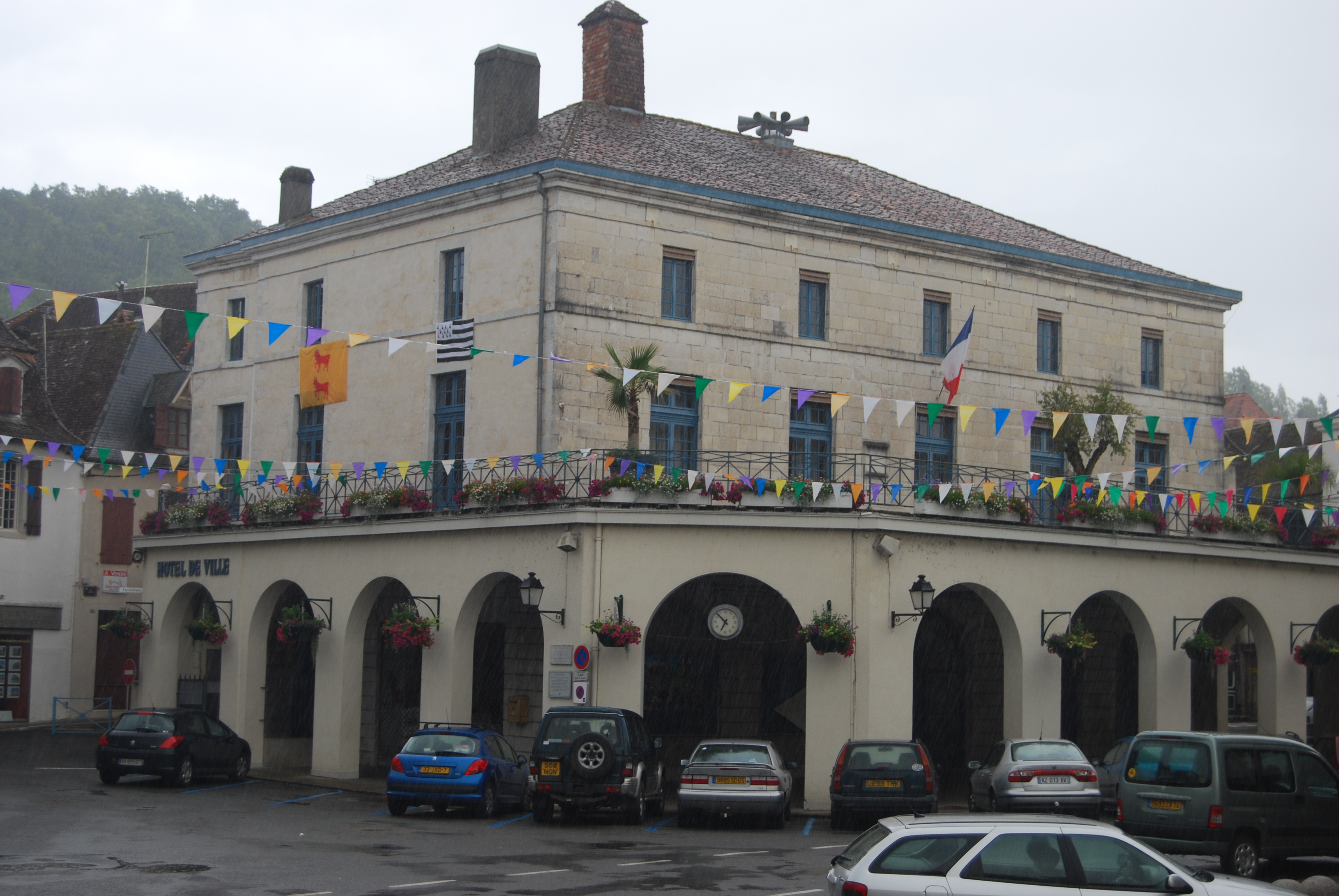
Hôtel de ville de Salies-de-Béarn.
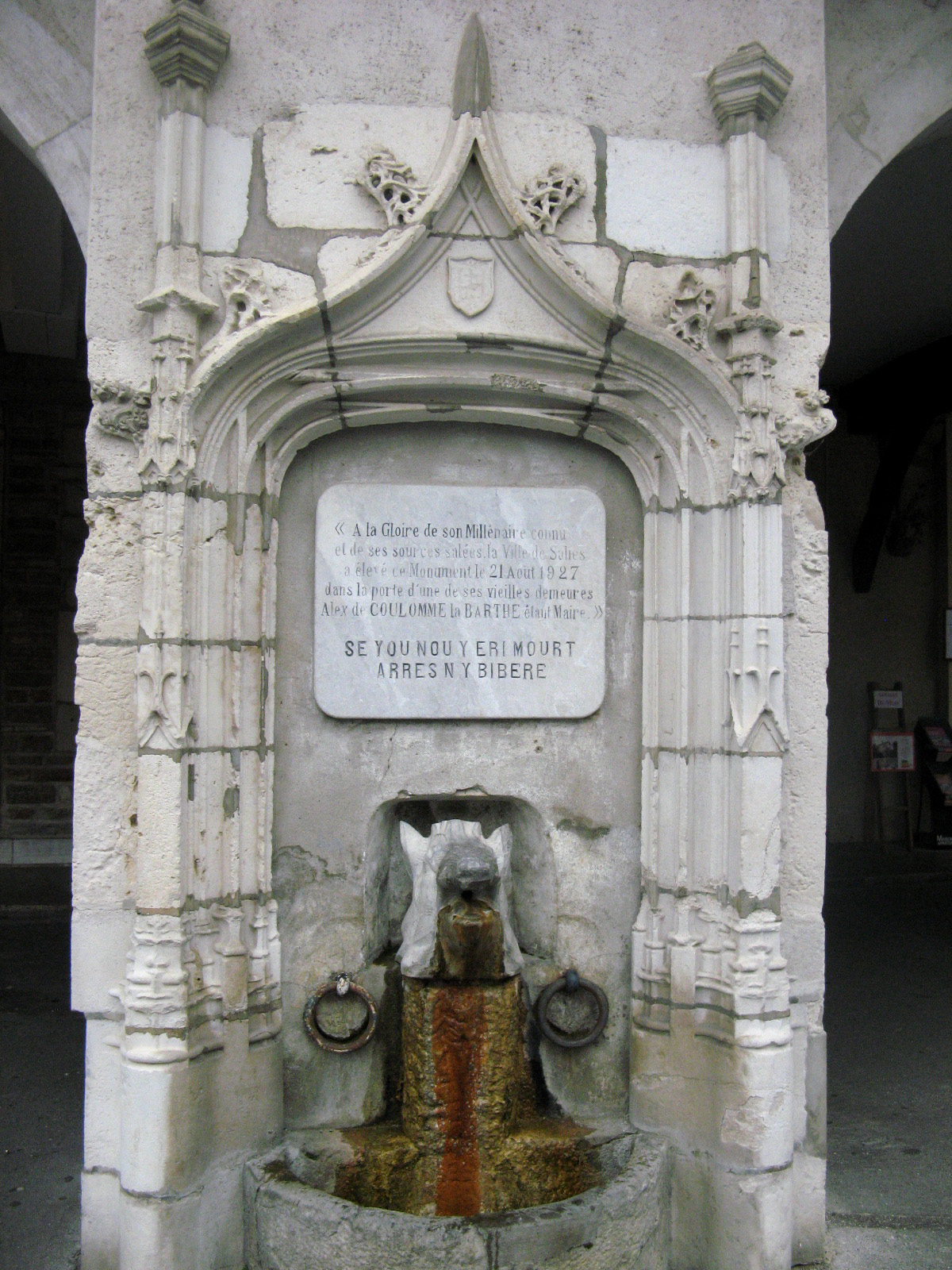
Plaque commémorative des sources salées, datant de 1927.

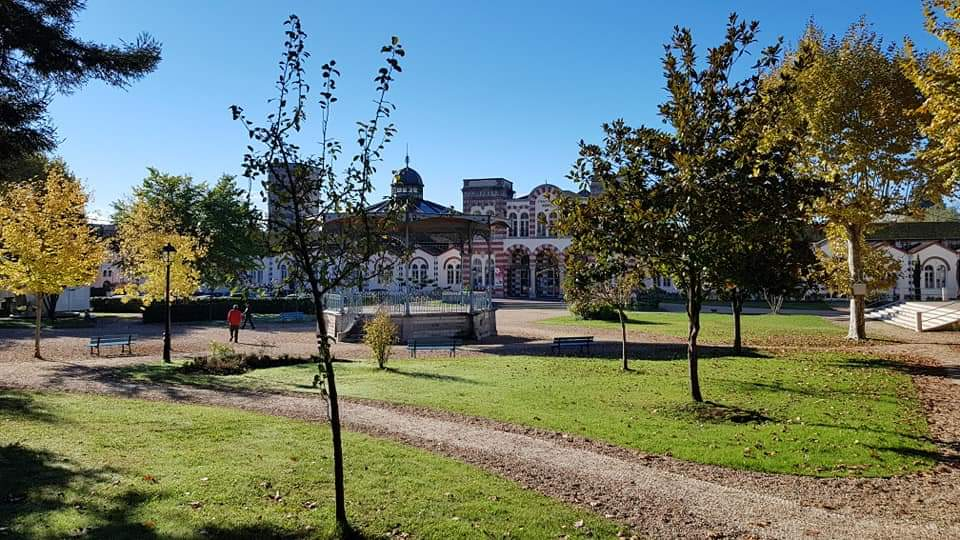
Le jardin public, le kiosque, les thermes
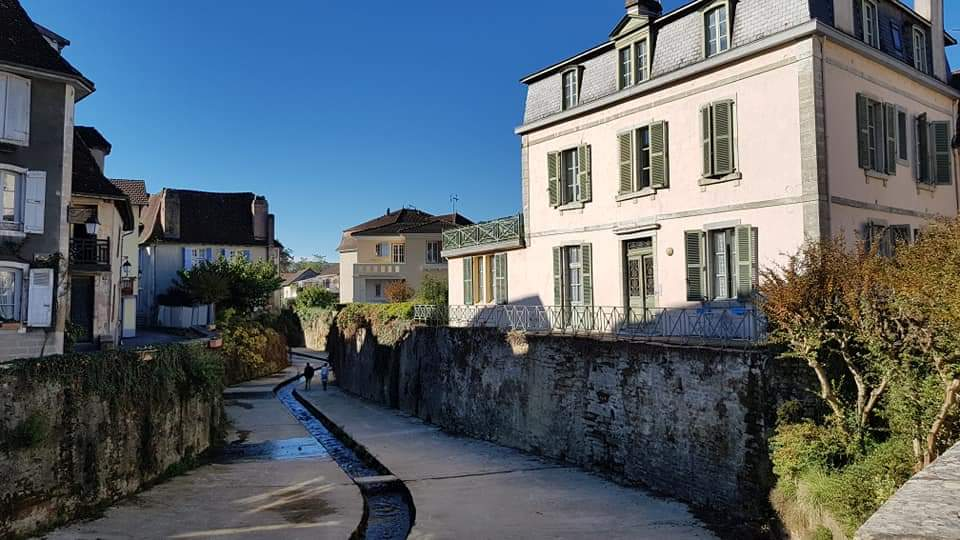
La rivière le Saleys en centre-ville

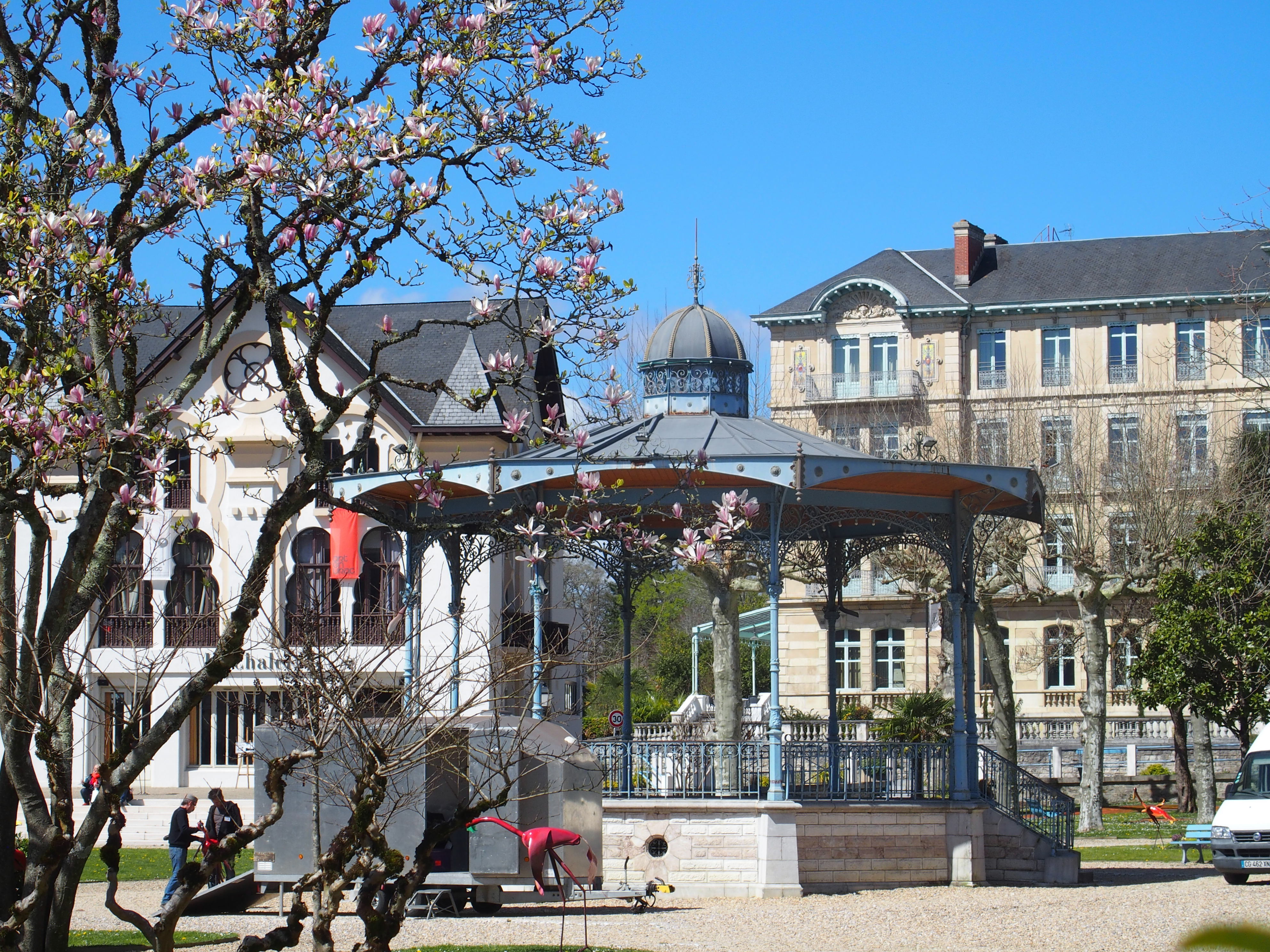
Le kiosque à musique, le chalet, l'Hôtel du Parc

### Patrimoine civil
- Les thermes de Salies-de-Béarn[68] (XIXe siècle) ont une architecture originale. Le Grand Hôtel a servi de décor au film de Jean Périssé sorti en mars 2008 L'Occitanienne ou le dernier amour de Chateaubriand.
- Le centre-ville, ancien, est intéressant par sa construction centrée sur la place du Bayaà, où se situait la fontaine salée. On y voit de nombreuses maisons à colombages et murs en saillies dans les vieilles ruelles. Une fontaine[69] commémorative du millénaire de la cité fut édifiée en 1927. On trouve rue Larroumette les vestiges du château de Saint-Pé[70].
- La rue des Docteurs-Foix comporte de belles maisons de maîtres dont le Pavillon Louis XV[71], ancien hôtel particulier de la famille de Coustalé de Larroque.
- Les grands hôtels témoignent de l'ancien lustre de la ville.
- Le casino de Salies-de-Béarn[72] (groupe Partouche), centre de congrès, date de 1930. Le grand hôtel du Parc[73] fut édifié en 1891 tout comme l'hôtel Bellevue[74]. Ces trois constructions sont recensées aux monuments historiques, tout comme le kiosque à musique[75], situé dans le jardin public.
- Le Musée du Sel retrace plus de 4 000 ans d’Histoire. Un rez de chaussée est dédié aux premières exploitations du sel à l’âge de bronze et l'époque gallo-romaine jusqu’au Moyen Âge ; le premier étage est consacré aux riches heures du thermalisme ; enfin un dernier étage et axé sur la géologie et fouilles archéologiques.
- La crypte du Bayaà, où coule la source
- La saline et son espace muséographique
- Le château de Coulomme, lieu surplombant la ville et ayant appartenu au seigneur de Coulomme-Labarthe

## Galerie

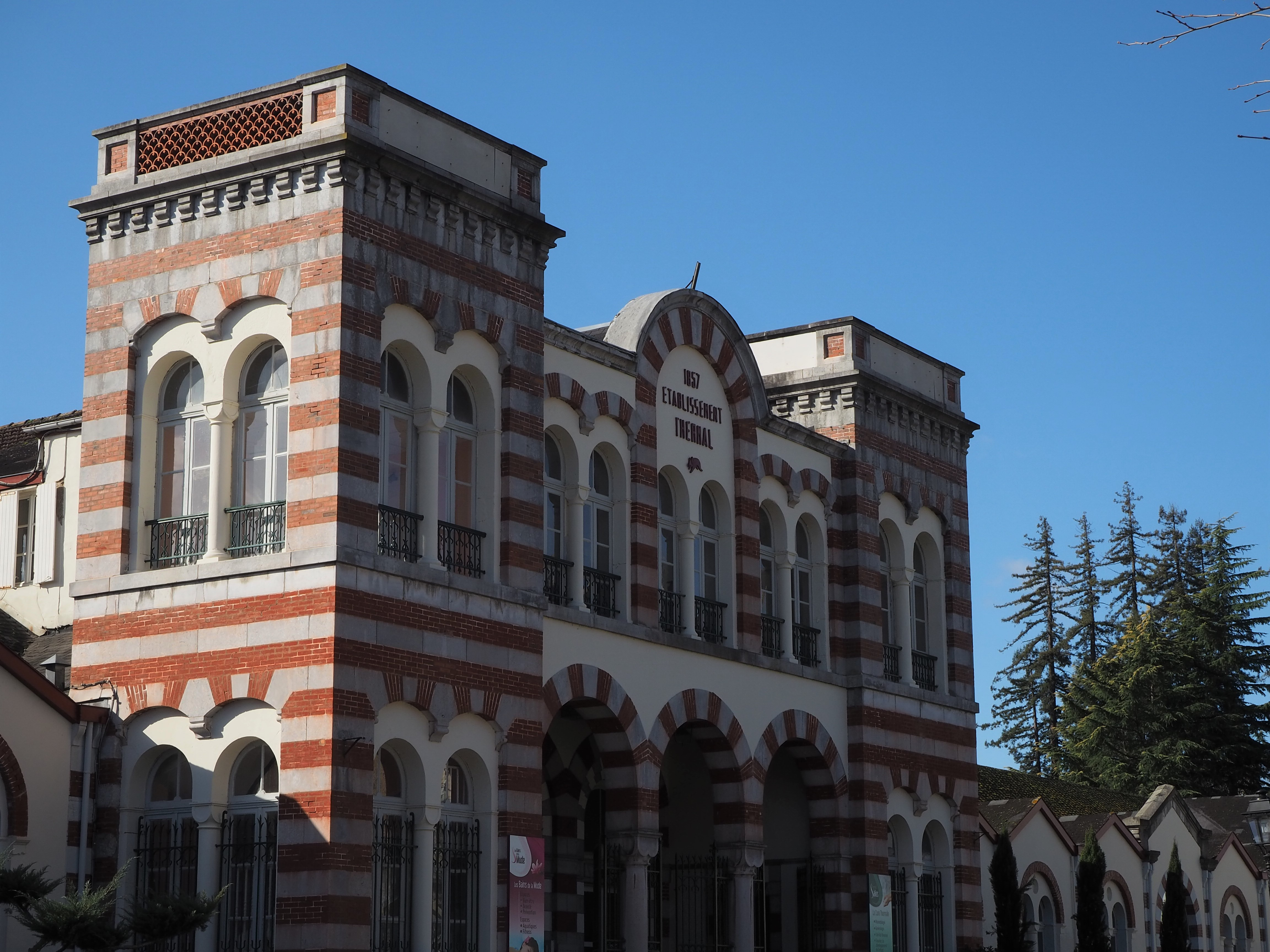
Les thermes de Salies.
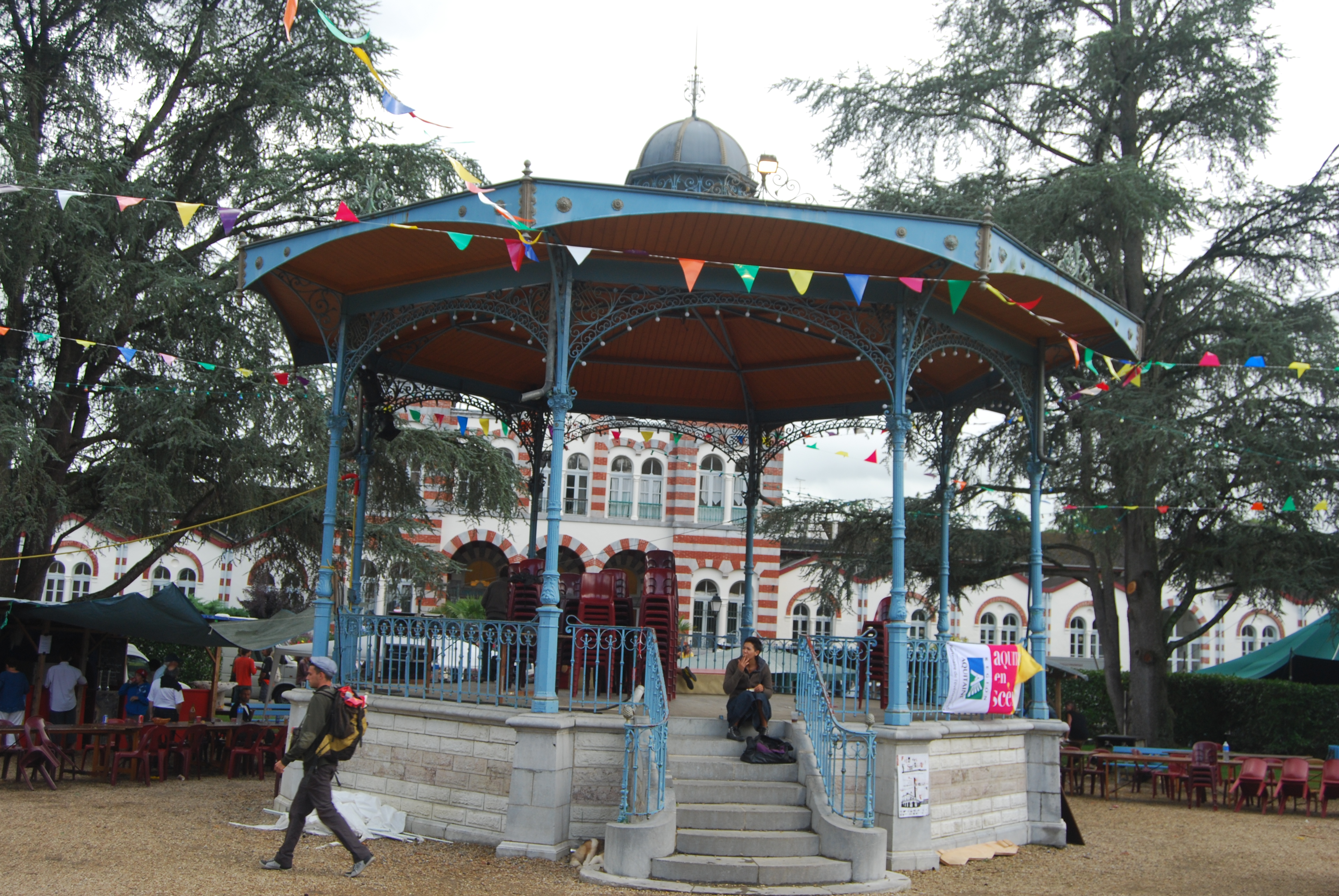
Kiosque du jardin public.
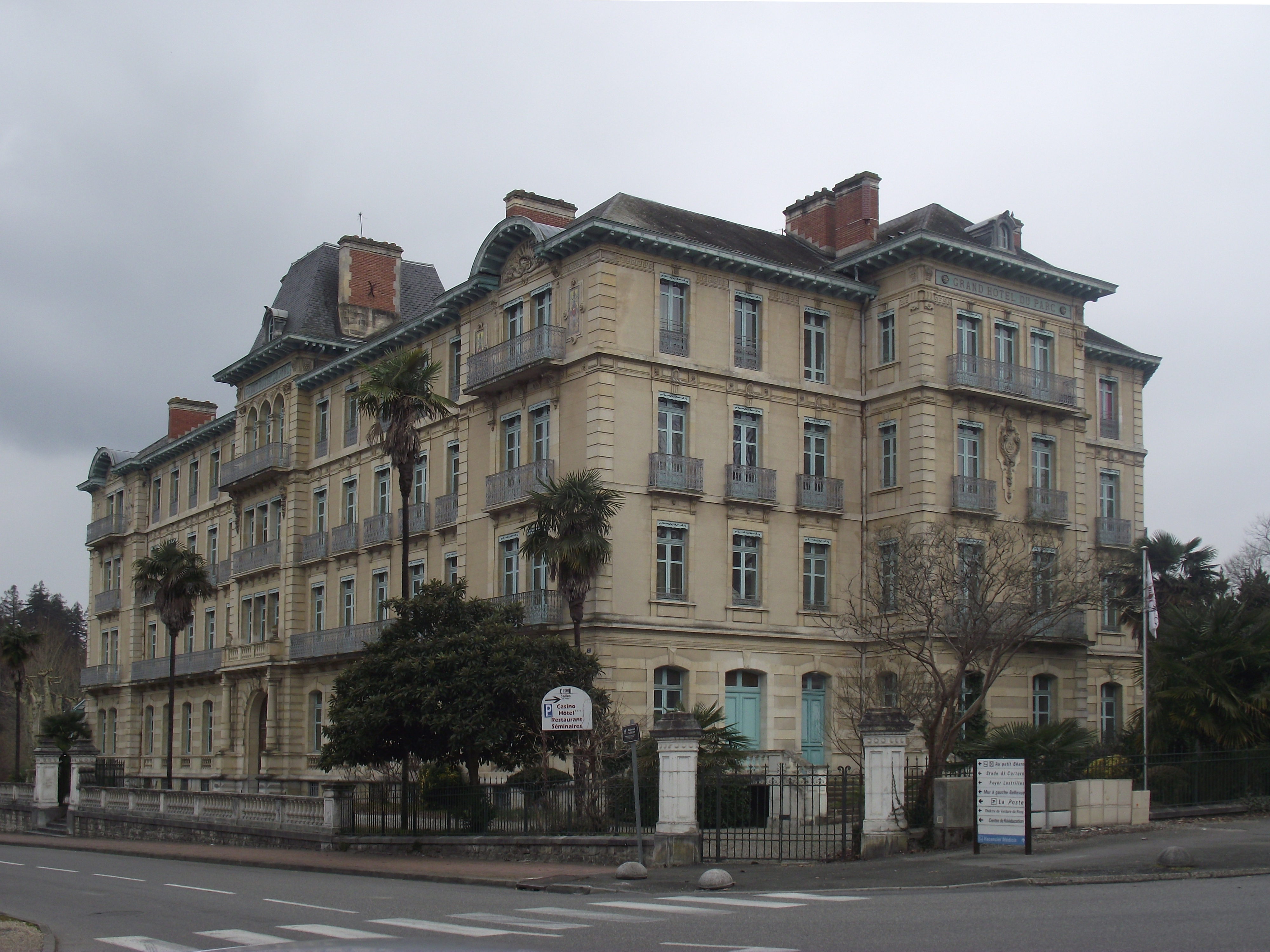
L'hôtel du Parc, casino de Salies.
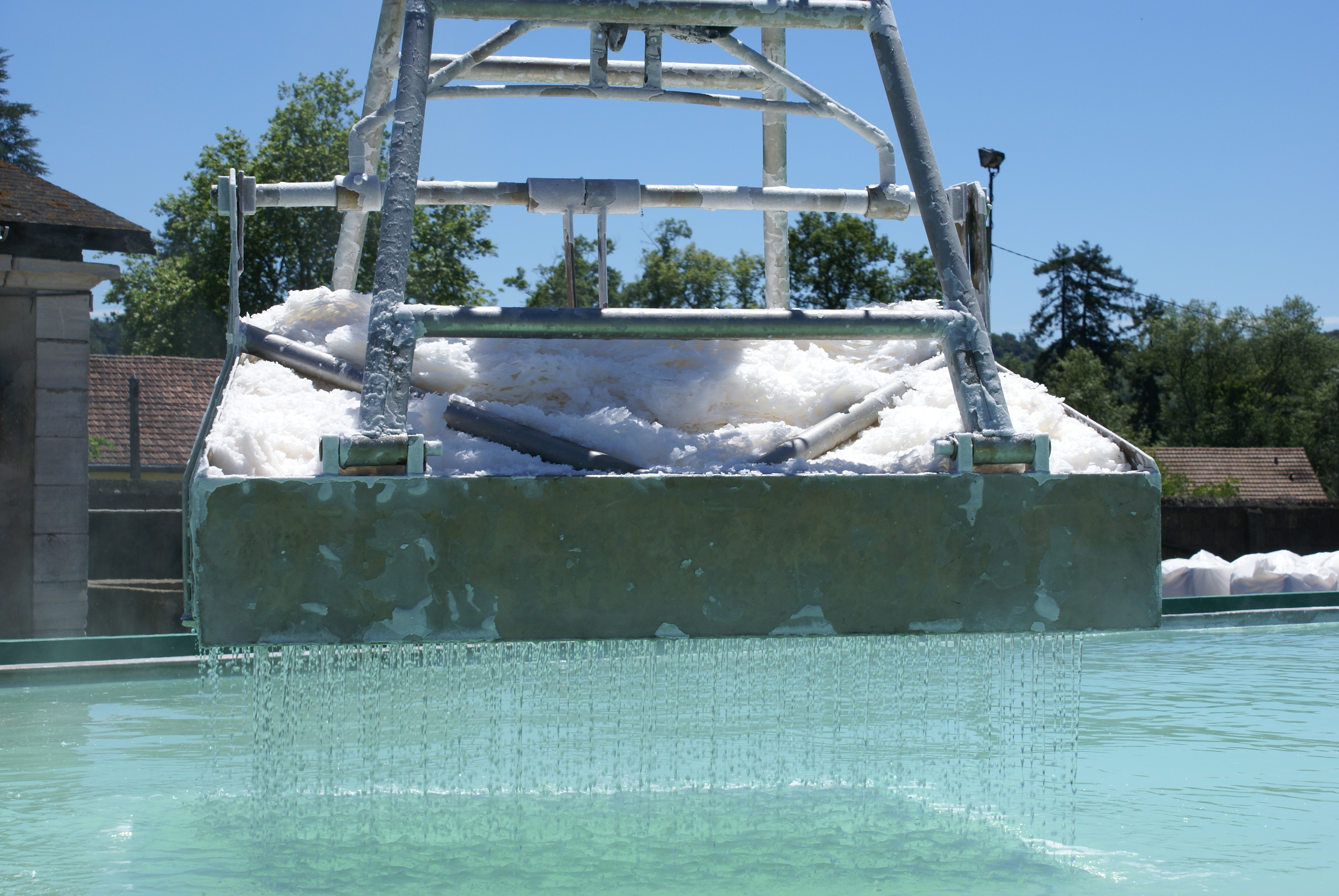
Les Salines de Salies de Béarn
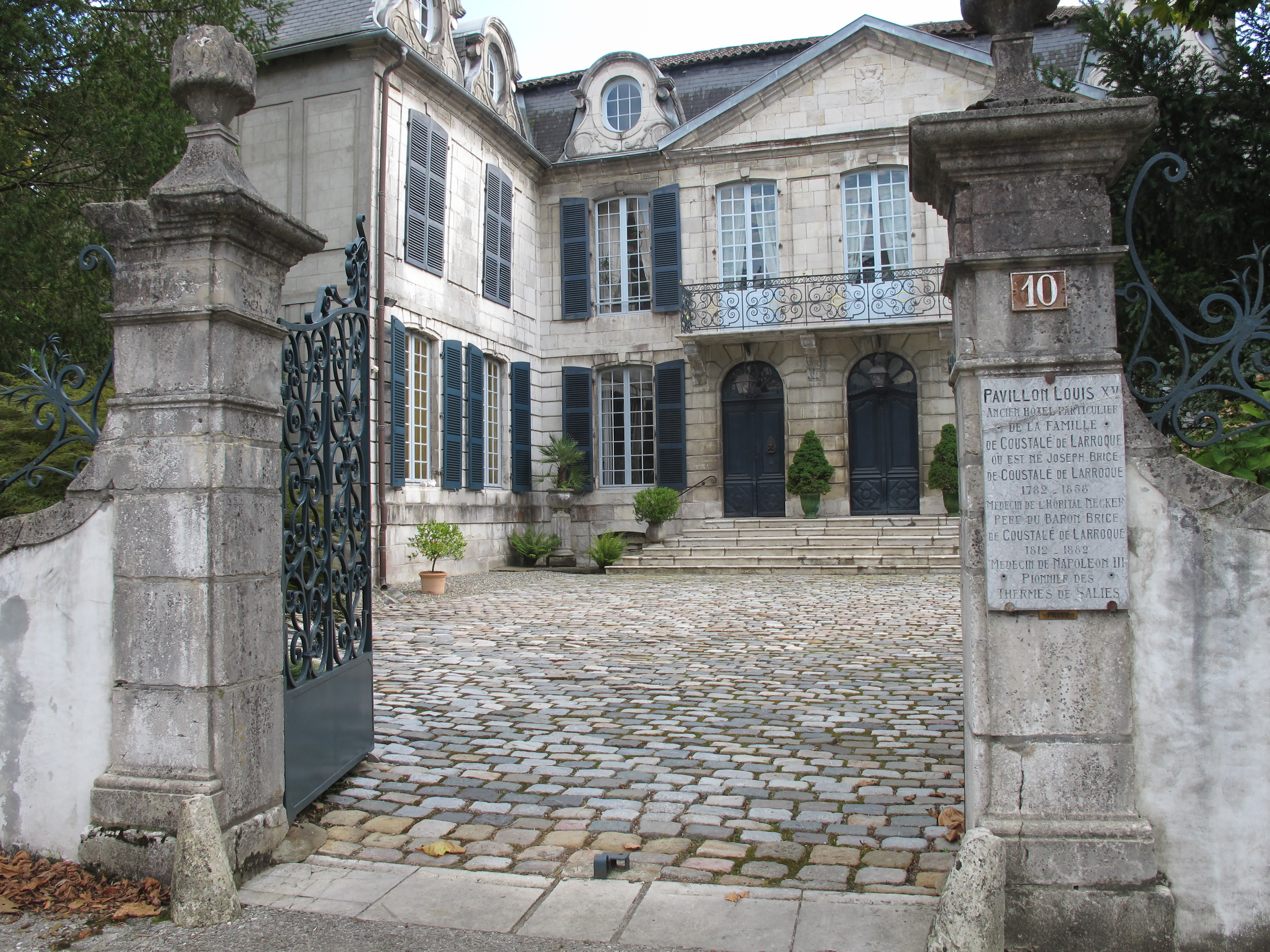
Pavillon Louis XV

### Activités

#### Les Thermes
La façade d’inspiration mauresque est mise en valeur par un jardin public romantique où les séquoias côtoient le kiosque à musique, témoins des riches heures de la Belle Époque.

#### La Voie verte
Longue de 8 km, cette ancienne voie de chemin de fer est aménagée pour la balade pédestre ou à vélo au milieu des arbres, de champs, de jardins et du gave.

#### Le golf
Parcours vallonné de 9 trous (18 départs), varié et technique, un parcours compact (d’entraînement) de 9 trous et toute une infrastructure complète (practice, putting green...)

### Patrimoine religieux

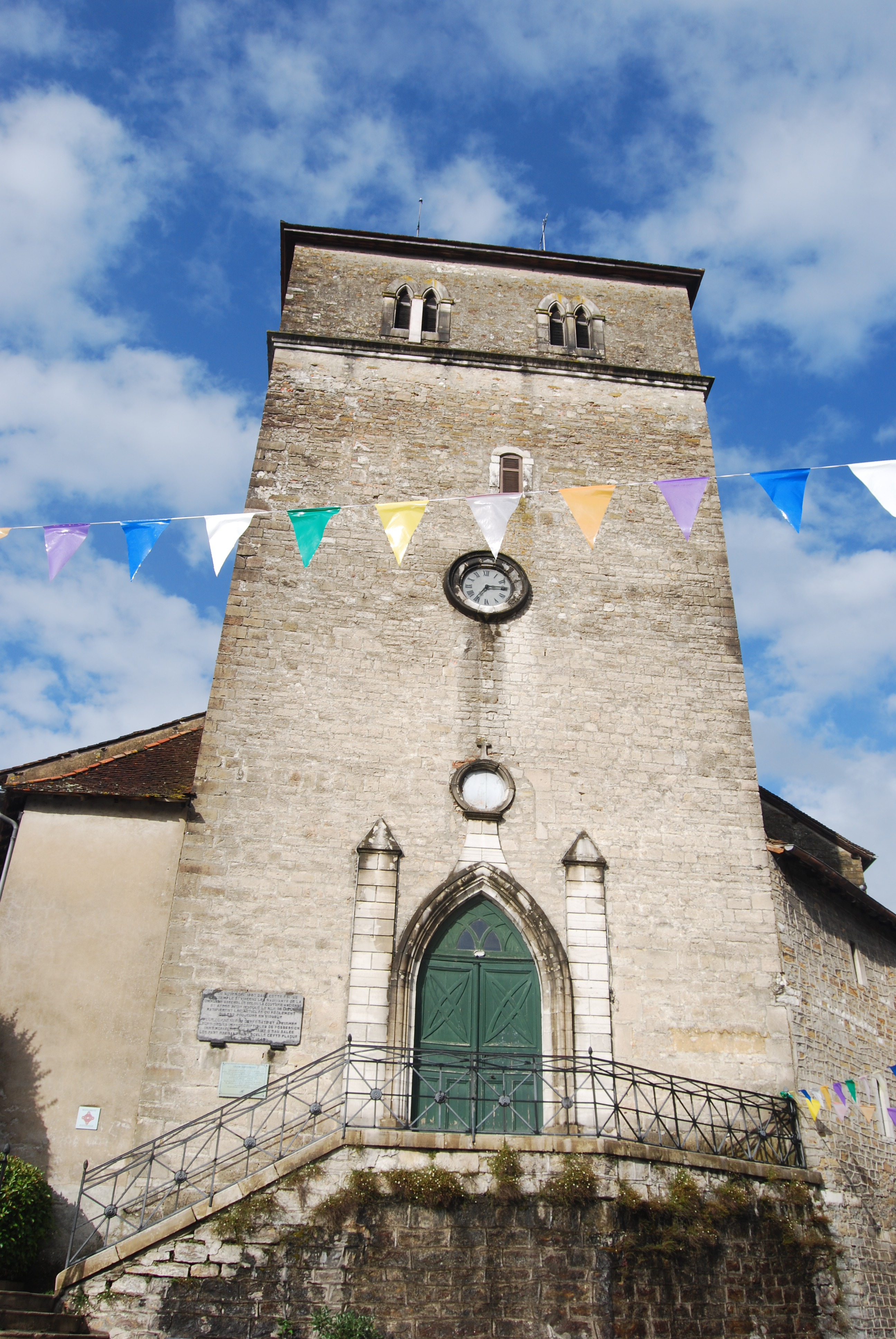
L'église Saint-Vincent.

L'église Saint-Vincent. Il existait déjà une chapelle au XIe siècle. Agrandie du XIVe au XVIe siècle, elle recèle dans ses murs, les stigmates des guerres subies par le Béarn. La nef, à deux travées égales, est du XVe siècle. En 1523, deux armées espagnoles de Charles Quint mettent à sac et incendient la ville et les églises. En 1530, l’abside est reconstruite dans le style gothique flamboyant. Fin du XVIe siècle, les fenêtres sont murées et la tour de défense (le clocher) est percée de meurtrières. L’autel est du XVIIIe siècle.
L'église Saint-Martin est reconstruite en 1530 de style gothique sous la forme d’une croix grecque et subit d’importants travaux en 1743. Elle est restaurée à la fin du XXe siècle. Construite sur un tertre à l’écart de la ville, elle vaut le déplacement.
Le temple protestant de l’Église réformée de France, de style néo-classique du XIXe siècle est de belle facture.

### Orphéon
Continuateur du mouvement de masses des sociétés chorales, la commune possède un orphéon, qui a fêté son 150e anniversaire en 2009 et fait partie du patrimoine local.

## Manifestations culturelles

### Fête du sel
Le 2e week-end de septembre, toute la cité du sel vit au rythme de la fête durant 2 jours ; rues et ruelles sont envahies par les artisans, producteurs et marchands.
Les traditions sont à l’honneur avec courses de porteurs de "sameaux", de porteuses de "herrades". Un défilé de chars et le cortège des différentes confréries du département animent le dimanche en plus d'un grand repas sous chapiteau.

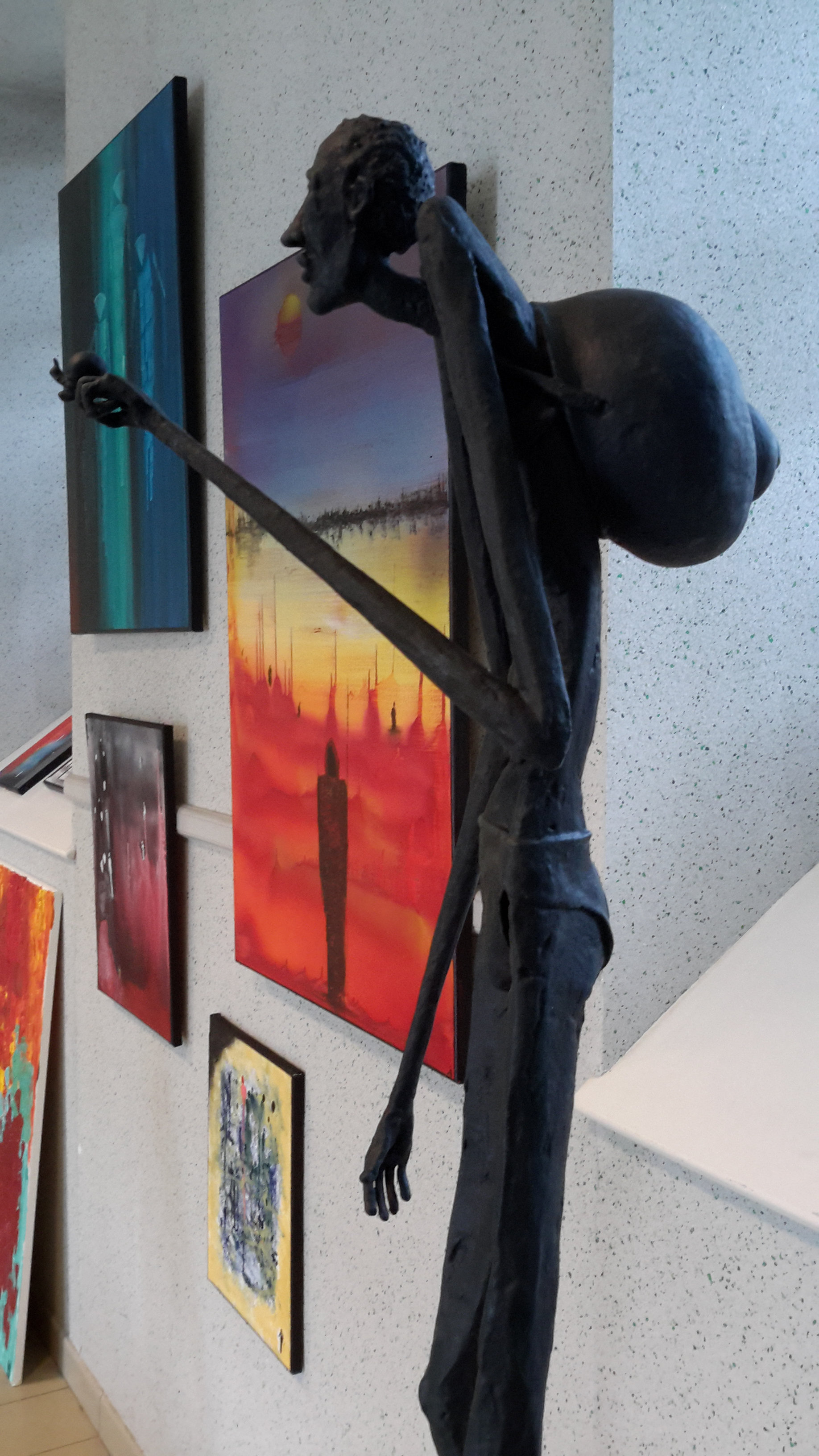
Art en Vrac - Avril 2019

### Art en Vrac
Lors du week-end de Pâques, les ruelles de Salies, le jardin public et parfois même les vignes autour de la cité du sel, s’animent de différents artistes qui exposent leurs œuvres.

### Fête des Sottises
Une initiation aux arts de la rue, des spectacles pluridisciplinaires et tout public ont lieu en juillet au cours de ce festival.

### Piperadère
Tous les ans depuis 1998, le 15 août, Salies-de-Béarn accueille la Piperadère, une fête célébrant un plat régional, la piperade. Différentes équipes s'affrontent dans un concours culinaire pour obtenir le trophée du « roi de la piperadère » qui récompense la meilleure piperade.

### Divers
D'autre part, de nombreuses festivités sont organisées tout au long de l'année, telles  une fête foraine début juillet, les Casetas, Salies à peindre (concours de peinture), tout cela accompagné de musique locale et de chants. Chaque mois d'octobre, s'y déroule également le festival du film vidéo amateur.* Un marché de Noël se tient en décembre, organisé par l'association Les Métiers d'Antan.

### Sports

#### Rugby Club béarnaisPuyoo-Salies-Sauveterre
Le RC béarnais est une fusion des clubs de ces trois communes. Le Rugby-Club Salisien avait été fondé en 1932, et déclaré en préfecture en 1933 avec un siège à l'hôtel Foulon,. Le club évolue au Stade Al-Cartero, inauguré le 12 octobre 1932.

#### Carresse Salies FC
Le club résulte d'une fusion en 2004 du Caresse Sports (fondé en 1947), des Jeunes Salisiens (fondé en 1942), de l’Avenir salisien (fondé en 1910) et des  Jeunes Saint-Martin-Salies (fondé en 1911).
Les Jeunes de Saint-Martin de Salies, sont dans les années 1920 l'un des plus beaux patronages paroissiaux du Midi, d'après le journal Les Jeunes. Le patronage subit de fortes pertes durant la Première Guerre mondiale, avec 9 tués dont l'abbé. Le patronage reprend ses activités en 1920, avec un nouveau directeur qui lance la section Gymnastique, la clique, et le football.

### Cinéma
En 2024, le réalisateur espagnol Agustín Díaz Yanes choisit la ville de Salies-de-Béarn pour tourner des scènes de son film Un fantôme dans la bataille.

## Équipements

### Éducation
La commune dispose de trois écoles primaires (écoles La Fontaine, Léonard-de-Vinci et Notre-Dame-de-l'Alliance) et de deux collèges (collège Félix-Pécaut et collège Saint-Martin).

### Structures de loisirs et d'affaires
- Un cinéma classé « Art et Essai » ;
- Un centre de congrès.

## Personnalités liées à la commune
- Sous l'Ancien Régime : Famille de Salinis. Il s'agit d'une famille implantée dans le Béarn et dont l'histoire familiale rejoint celle de la commune de Saliès[87].
- La princesse Maria Tenicheva a passé ici ses vacances d'été après 1905. Quoique Salies-de-Béarn est « presque à deux pas de l'Espagne » ses vues, vallées et forêts ont rappelé à Tenisheva sa chère province de Smolensk.

### Naissance à Salies-de-Béarn

#### Nées auXVIIIesiècle
- Pierre Bergeras, homme politique, né le 28 février 1737 à Salies-de-Béarn où il est mort le 29 avril 1819.
- Jean Pierre Lanabère, général (24 décembre 1770-16 septembre 1812).

#### Nées auXIXesiècle
- Félix Pécaut, né en 1828 à Salies-de-Béarn et décédé en 1898 à Orthez, est un pédagogue français ;
- Théodore Monbeig, né en 1875 à Salies-de-Béarn et décédé en 1914 près de Lithang (Chine), est un missionnaire et collecteur botaniste français ;
- Charles Foix, né en 1882 à Salies-de-Béarn et décédé en 1927, est un neurologue français ;
- Joseph Morlaas, né en 1895 à Salies-de-Béarn et décédé en 1981, est un médecin français qui a travaillé sur l'apraxie ;
- Alexandre de Leuchtenberg, né en 1881 à Saint-Pétersbourg et décédé à Salies-de-Béarn en 1942, est un aristocrate russe, chef de la maison de Leuchtenberg ;
- Al-Cartero pseudonyme de Léonce Lacoarret (1861-1923), médecin ORL, écrivain occitan, ayant une maison à Salies-de-Béarn où il a écrit ses œuvres.

#### Nées auXXesiècle
- Marc Beigbeder, né en 1916 à Salies-de-Béarn et décédé en 1997 à Paris, est un philosophe, un journaliste et un polémiste français ;
- Pierre-Louis Fagniez, né en 1939 à Salies-de-Béarn, est un homme politique français ;
- Jean Capdouze, né en 1942 à Salies-de-Béarn et décédé en 1999 à Pau. Il fut un grand joueur de rugby à XV : champion de France en 1964 avec la section paloise ainsi qu'au XIII Catalan : champion de France en 1968-1969 avec Perpignan. Pendant son exploit sportif, les Salisiens voient en lui l'enfant du pays ;
- Claude Hillaire-Marcel, né en 1944 à Salies-de-Béarn, est un professeur et géologue québécois ;
- Joan Francés Tisnèr, né en 1954 à Salies-de-Béarn, est compositeur, spécialiste de musique électroacoustique, de danse traditionnelle occitane de Gascogne et chanteur, sa langue est l'occitan gascon ;
- David Saint-Guily, né en 1968 à Salies-de-Béarn, est un joueur de football ;
- József Vágó, architecte hongrois né en 1877, mort le 7 juin 1947 à Salies-de-Béarn.